# 나르는 쇼퍼맨
《나르는 쇼퍼맨》은 KBS W의 텔레비전 프로그램이다.

## 방송 개요
- 국적 불문! 나이 불문! 시간에 쫓기거나 할 수 있는 방법을 몰라 해결할 수 없었던 시청자의 고민을 연예인 쇼퍼맨들이 각자의 방법으로 해결해 주는 버라이어티 프로그램

## 방송 시간
- 매주 월요일 밤 11:00

## 출연자
- 유상무
- 문희준
- 장동민
- 홍석천